# 施瓦尔岑巴赫 (奥地利)
施瓦尔岑巴赫（德語：Schwarzenbach）是奥地利下奥地利州维也纳新城城郊县的一个市镇。总面积22.31平方公里，总人口1042人，人口密度46.7人/平方公里（2005年）。